# Oldenlandia ovatifolia
Oldenlandia ovatifolia là một loài thực vật có hoa trong họ Thiến thảo. Loài này được (Cav.) DC. mô tả khoa học đầu tiên năm 1830.